# The Rumble Fish
The Rumble Fish (ザ・ランブルフィッシュ, za ran'buru fisshu) est un jeu vidéo de combat développé par Dimps et édité par Sammy, sorti en 2004 sur Atomiswave uniquement au japon. Le jeu a été ensuite porté sur PlayStation 2 la même année.
Il est doté d'une suite nommée The Rumble Fish 2.

## Système de jeu
The Rumble Fish est doté d'un système de combat semblable à des jeux comme Guilty Gear. Les enchaînements sont accessibles, et se manœuvrent plus facilement que des jeux comme The King of Fighters. Le jeu se joue à 5 boutons: 4 pour les attaques (coups de poing et coups de pied faible et fort) et un pour attraper l'adversaire.
Le joueur voit à sa disposition deux jauges:
- La jauge offensive, qui se remplit au fur-et-à mesure des coups portés. Elle permet d'effectuer des Offensive Arts, qui peuvent se montrer sous la forme d'attaques dévastatrices ou de brise-garde.
- La jauge défensive, qui se remplit au fur-et-à mesure des coups reçus (qu'ils soient parés ou non). Elle permet d'effectuer des Defensive Arts, qui donnent généralement un avantage tactique au joueur qui l'utilise.

Une fois les deux jauges remplies, une technique spéciale peut être lancée.

## Scénario
Au cours du XXIe siècle, une catastrophe naturelle détruit une bonne partie d'un pays au nom inconnu. Quelque temps après ce tragique incident, une société du nom de PROBE-NEXUS décide de reconstruire la zone ayant été ravagée.
Quelques années plus tard, la zone s'est transformée en une grande ville.
PROBE-NEXUS sponsorise alors un tournoi nommé Fight for Survival. C'est lors du cinquième tournoi que les événements de The Rumble Fish prennent place.